# Melchor Bravo de Saravia
Melchor Bravo de Saravia y Sotomayor (Soria, 1512 – Soria, 1577) è stato un generale e conquistador spagnolo, viceré del Perù ad interim e Governatore Reale del Cile.

## Inizi della carriera
Era figlio di Juan de Saravia e María Mayor de Vera Morales. Nel 1538 completò gli studi presso l'università di Bologna. Entrò nell'esercito spagnolo come oidor (giudice) di Napoli. Nel 1547 fu nominato membro dell'Audiencia di Granada. Nel 1549 fu trasferito nelle Americhe per unirsi all'Audiencia della Nuova Granada. In seguito si spostò a Lima, dove Pedro de la Gasca aveva reinstaurato l'Audiencia nel 1549. Essendo presidente dell'Audiencia di Lima ricoprì l'incarico di viceré del Perù ad interim dal luglio 1552 al luglio 1556.
In questo periodo l'Audiencia dovette affrontare la ribellione di Francisco Hernández Jirón. Bravo de Saravia viene considerato uno dei principali responsabili della sconfitta e della punizione dei ribelli.

## Governatore del Cile
L'Audiencia passò il governo nelle mani del nuovo viceré, Andrés Hurtado de Mendoza, nel 1556. Con un decreto reale del 1565, re Filippo II creò l'Audiencia del Cile. Il suo obbiettivo principale era quello di mettere fine alla guerra di Arauco contro i Mapuche. Oltre alle normali funzioni giuridiche, all'audiencia venivano assegnati compiti governativi.
L'audiencia fu aperta nell'agosto 1567, ed a settembre il re decise che Bravo de Saravia avrebbe assunto il governo civile e militare del Cile, con il titolo di governatore. 
Giunse a Lima nel 1568, e rimase in carica fino al 1575, quando fu sostituito da Rodrigo de Quiroga.
Non ebbe molto successo nella gestione della guerra. Nel gennaio 1569 gli spagnoli furono sconfitti dai Mapuches nella battaglia di Catirai. In risposta, Bravo organizzò l'invio di beni di rifornimento ai fortini assediati ordinando l'evacuazione di Arauco e di Cañete. Chiese aiuto militare alla Spagna, e di essere sostituito nel suo incarico.

## Disastro e ripresa della guerra
L'8 febbraio 1570 un forte terremoto distrusse Concepción. Fu seguito da uno tsunami e scosse di assestamento per mesi. Non ci furono morti, ma crollarono tutte le case. Il tempo intercorso tra il terremoto e lo tsunami permise alla popolazione di fuggire sulle colline. Nonostante questo temettero l'arrivo della fine del mondo.
A metà del 1570 giunsero a Lima i rinforzi chiesti alla Spagna, e la primavera seguente Bravo fece ripartire le ostilità contro gli indigeni cileni. Giunsero nuove sconfitte per la Spagna. Il capitano Gregorio de Oña fu sorpreso dai Mapuche nei pressi del forte di Purén. Il governatore inviò altri uomini a sud, compreso il figlio Ramiro. Gli spagnoli (circa 160) furono colti di sorpresa presso Purén. Dopo questa sconfitta Bravo decise di lasciare il comando militare a Lorenzo Bernal del Mercado mantenendo solo i compiti civili.
Nel 1571 fu creato il vescovado di La Imperial. Il primo vescovo fu il francescano Antonio de San Miguel, che giunse in Cile dopo essere stato consacrato a Lima. San Miguel si opponeva al lavoro forzato, il sistema delle encomienda e la guerra di Arauco, cui faceva risalire tutte le sfortune della colonia. La sua influenza era tale che nel 1572 re Filippo II sostituì il lavoro forzato con una tassa monetaria.
In questo periodo iniziò la costruzione della chiesa di San Francisco a Santiago.

## Critiche al suo governo
Vi furono molte critiche all'operato di Bravo de Saravia, sia in materia militare che civile. Nel 1567 il vescovo San Miguel descrisse il Cile come una "terra perduta" dicendo al re che il governatore aveva trasferito la encomienda di Francisco de Villagra al proprio figlio, invece di concederla alla vedova di Villagra, legittima erede. Juan López de Porres accusò Bravo di corruzione e di essere nemico di conquistadores e nobili. Nell'ottobre 1569 fra' Antonio de Carvajal disse a Filippo II che Bravo non seguiva i consigli dei conquistadores esperti, e lasciava che le truppe spagnole passassero da sconfitta a sconfitta. Citando l'età avanzata del governatore, fra' Carvajal chiese di nominare García Hurtado de Mendoza come successore.
Sommerso dalle critiche, Bravo si difese accusando l'audiencia di complottare contro di lui. Nonostante questo chiese di essere sostituito. Stavolta Filippo II accettò la richiesta, nel 1573. Bravo tornò in Spagna due anni dopo, morendo nella sua città nativa nel 1577. Fu inumato nella principale chiesa di Soria.